# NGC 7599
NGC 7599 је спирална галаксија у сазвежђу Ждрал која се налази на NGC листи објеката дубоког неба.
Деклинација објекта је - 42° 15' 29" а ректасцензија 23h 19m 20,8s. Привидна величина (магнитуда) објекта NGC 7599 износи 11,5 а фотографска магнитуда 12,2. Налази се на удаљености од 20,790 милиона парсека од Сунца. NGC 7599 је још познат и под ознакама IC 5308, ESO 347-34, MCG -7-47-33, IRAS 23166-4231, Grus quartet, PGC 71066.